# Saint-Vincent-Bragny
Saint-Vincent-Bragny település Franciaországban, Saône-et-Loire megyében. Lakosainak száma 997 fő (2022. január 1.). Saint-Vincent-Bragny Chassy, Clessy, Digoin, Oudry, Palinges, Rigny-sur-Arroux, Saint-Aubin-en-Charollais, Saint-Léger-lès-Paray és Volesvres községekkel határos.

## Népesség
A település népessége az elmúlt években az alábbi módon változott:
| Lakosok száma | 1024 | 1014 | 1022 | 997  | 1008 | 1015 | 1013 | 1005 | 997  |
|               | 2013 | 2015 | 2016 | 2017 | 2018 | 2019 | 2020 | 2021 | 2022 |